# 卡拉巴雷克
卡拉巴雷克（羅馬化：Karabalik），1997年6月之前称作共青團員村（羅馬化：Komsomolets），是哈萨克斯坦庫斯塔奈州的小鎮，人口11,352（2018年）。